# Éva Tófalvi

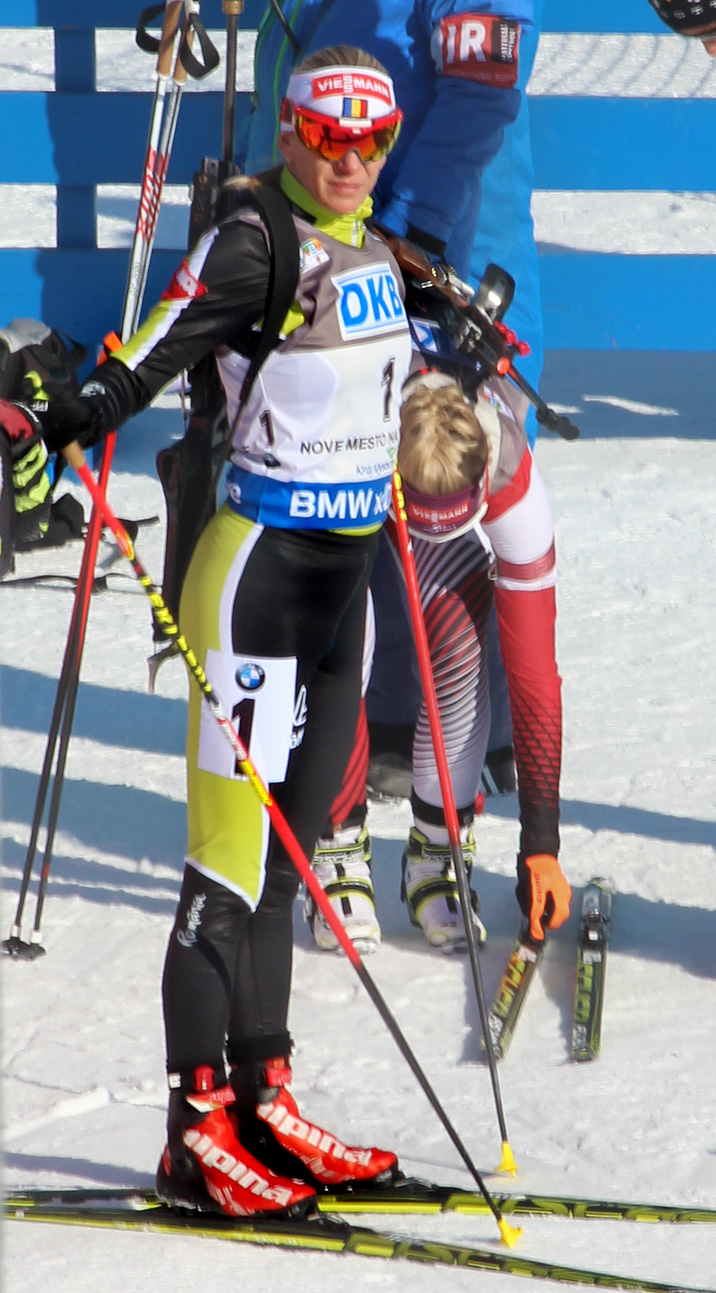
Éva Tófalvi, Nové Město 2015

Éva Tófalvi, född 4 december 1978 i Miercurea Ciuc, är en rumänsk skidskytt.
Som bäst har Tófalvi slutat på en elfte plats i den totala världscupen i skidskytte, säsongen 2008/2009. Hennes bästa enskilda tävling är från samma säsong, då hon vann distanstävlingen i Hochfilzen. Tófalvi slutade egentligen tvåa, efter ryskan Albina Achatova. Achatova ertappades dock senare för doping, och fråntogs sin seger. I och med sin seger tog hon Rumäniens första seger någonsin, och hittills, landets enda.

### Fotnoter
1. ↑  ”Arkiverade kopian”. Arkiverad från originalet den 11 juli 2011. https://web.archive.org/web/20110711004301/http://www.fischer-alpineracing.com/en/nordic_racing/news.php?show=detail&id_news=2540#. Läst 11 januari 2011.